# Friedrich von Braun
Friedrich Edler von Braun, född 18 april 1863 och död 9 maj 1923, var en tysk ämbetsman och politiker.
Braun var byråchef i det bayerska inrikesministeriet 1912-16, och biträdde Adolf Tortilowicz von Batocki-Friebe vid inträttandet av livsmedelsministeriet, där han 1917-20 var understatssekreterare. Från 1920 var Braun ledamot av den tyska riksdagen som tysknationell och president i riksekonomirådet.